# Kancelaria parafialna
Kancelaria parafialna lub kancelaria zboru – biuro lub pokój urzędowy przeznaczony do spraw administracyjnych lub duszpasterskich parafii bądź zboru. Zazwyczaj jest to pomieszczenie wydzielone na plebanii lub w kościele. Jest miejscem składowania ksiąg parafialnych/zborowych.